# Хьюз, Джозеф
Джозеф Хьюз (англ. Joseph Hewes; 9 июля 1730 — 10 ноября 1779) — американский политик и коммерсант, который родился в семье квакеров в Нью-Джерси, переехал в провинцию Северная Каролина, где уже в 1763 году стал депутатом северовирджинской ассамблеи. Он несколько раз переизбирался на эту должность, а в 1774 году был избран делегатом на Первый провинциальный конгресс Северной Каролины, который, в свою очередь, избрал его делегатом от провинции на Континентальный конгресс. Он стал одним из трёх делегатов Северной Каролины, которые подписали Декларацию независимости США. Когда началась Война за независимость, он стал секретарём военно-морского комитета США.

## Наследие
В 1942 году в его честь был назван транспорт типа «Либерти» SS Joseph Hewes.